# Šljivansko, Pljevlja
Šljivansko este un sat din comuna Pljevlja, Muntenegru. Conform datelor de la recensământul din 2003, localitatea are 36 de locuitori (la recensământul din 1991 erau 68 de locuitori).

## Demografie
În satul Šljivansko locuiesc 34 de persoane adulte, iar vârsta medie a populației este de 54,6 de ani (50,1 la bărbați și 59,7 la femei). În localitate sunt 17 gospodării, iar numărul mediu de membri în gospodărie este de 2,12.
Populația localității este foarte eterogenă.
|  |

| Demografie | Demografie | Demografie |
| An         | Locuitori  | Locuitori  |
| ---------- | ---------- | ---------- |
|            |            |            |
|            |            |            |
|            |            |            |
|            |            |            |
| 1948       | 204        |            |
| 1953       | 219        |            |
| 1961       | 209        |            |
| 1971       | 169        |            |
| 1981       | 130        |            |
| 1991       | 68         | 67         |
| 2003       | 36         | 36         |

| \| Componența etnică conform recensământului din 2003[2] \| Componența etnică conform recensământului din 2003[2] \| Componența etnică conform recensământului din 2003[2] \| Componența etnică conform recensământului din 2003[2] \| Componența etnică conform recensământului din 2003[2] \| \| ----------------------------------------------------- \| ----------------------------------------------------- \| ----------------------------------------------------- \| ----------------------------------------------------- \| ----------------------------------------------------- \| \| \| \| \| \| \| \| Sârbi \| Sârbi \| \| 23 \| 63,88% \| \| Muntenegreni \| Muntenegreni \| \| 2 \| 5,55% \| \| necunoscută \| necunoscută \| \| 0 \| 0% \| |              |  |    |        |
| Componența etnică conform recensământului din 2003 |              |  |    |        |
| |              |  |    |        |
| Sârbi | Sârbi        |  | 23 | 63,88% |
| Muntenegreni | Muntenegreni |  | 2  | 5,55%  |
| necunoscută | necunoscută  |  | 0  | 0%     |